# Io, Don Giovanni
Io, Don Giovanni è un film del 2009 diretto da Carlos Saura. Interpretato da Lorenzo Balducci, Lino Guanciale e Tobias Moretti, racconta la vita di Lorenzo Da Ponte, librettista del Don Giovanni di Mozart.
Dopo la prima al Toronto International Film Festival, il film è stato presentato fuori concorso alla Festa del Cinema di Roma nel 2009.

## Trama
Venezia, 1763: Lorenzo Da Ponte, giovane sacerdote e letterato di origine ebraica, viene condannato dall'Inquisizione veneziana ad un esilio di quindici anni a causa della sua spregiudicata condotta libertina.
Giunto nella più liberale Vienna, Lorenzo viene raccomandato dal suo amico Giacomo Casanova presso il compositore Antonio Salieri, per il suo talento letterario. Nella capitale austriaca l'imperatore Giuseppe, suo grande estimatore, gli propone di occuparsi del libretto de Le nozze di Figaro del celebre Mozart.
L'opera è un successo. Inizia così una lunga collaborazione con il maestro, per il quale viene successivamente incaricato di redigere il libretto di una nuova opera, il Don Giovanni. Il rapporto tra i due artisti si fa sempre più stretto, diventando l'uno la spalla dell'altro.
Nel corso della nuova stesura, Lorenzo incontra nuovamente Annetta, sua ex amante italiana. Per lei decide di lasciare la moglie (la cantante Adriana Ferrarese), nonostante Annetta sia già promessa sposa. Da questo momento l'immagine del Don Giovanni cambia: da libertino simile al Casanova, diventa più simile a Da Ponte stesso, un uomo che dopo una vita di vizi trova il vero amore.

## Pre-Produzione
La realizzazione del film fu annunciata per la prima volta nel febbraio del 2006, durante l'European Film Market del Festival di Berlino.

La sceneggiatura del film, «liberamente ispirata agli eventi storici» fu scritta da Saura assieme al giornalista e scrittore Raffaello Uboldi e ad Alessandro Vallini.

Originariamente il film avrebbe dovuto essere una co-produzione tra Spagna, Italia e Austria, con la maggior parte delle riprese da effettuare a Vienna. Nel dicembre del 2006, il film venne riconosciuto di interesse culturale e la produzione del film ottenne un finanziamento di 1.800.000 euro da parte del MiBAC. Successivamente, Rai Cinema si associò alla produzione con un apporto di 1.200.000 euro.

### Casting
Per il ruolo principale di Lorenzo Da Ponte venne scelto il ventiquattrenne romano Lorenzo Balducci, che si presentò al provino con l'intero copione a memoria e con diverse settimane di lezioni di spagnolo alle spalle, per non sentirsi «in difetto con Carlos Saura».

L'austriaco Tobias Moretti fu scelto per la parte del veneziano Giacomo Casanova mentre per la parte di Mozart la scelta ricadde sull'austriaco ventisettenne Florian Teichmeister.
 Per la parte di Annetta, la giovane amante di Da Ponte, venne inizialmente annunciata l'attrice spagnola María Valverde.
Poco prima dell'inizio della lavorazione, tuttavia, la Valverde fu sostituita dall'italiana debuttante Emilia Verginelli.

Per le parti del film in cui vengono messe in scena le opere di Mozart, Saura non volle nessuna controfigura e quindi fu necessario trovare dei cantanti disposti anche a recitare. In particolar modo, il personaggio di Adriana Ferrarese richiedeva un'interprete non solo lirica ma anche in grado di recitare il ruolo in diverse scene con Lorenzo Balducci (nel film, suo marito).

Con l'aiuto della cantante e attrice Cristiana Arcari, Saura e il compositore Nicola Tescari iniziarono le audizioni di canto e recitazione, alla ricerca di cantanti in grado di recitare in maniera convincente davanti alla macchina da presa. Il ruolo di Adriana Ferrarese (che nel Don Giovanni interpreta Donna Elvira) venne affidato al mezzosoprano Ketevan Kemoklidze mentre per Don Giovanni fu scelto Borja Quiza.

## Riprese
Le riprese della parte veneziana iniziano il 20 novembre del 2006 presso i teatri di posa Ciudad de la Luz di Alicante, Spagna e si conclusero a dicembre, con un budget complessivo di 10 milioni di euro.
L'idea di base per questa parte del film fu quella di non rappresentare la vera Venezia ma piuttosto una città libera e astratta, «legata alle regioni dell'inconscio» e basata su «quello che Lorenzo vede nella sua memoria da esule»

Per ottenere questo effetto, Saura si recò inizialmente a Venezia assieme al direttore della fotografia, Vittorio Storaro, per realizzare fotografie della città ad alta definizione. Successivamente, sotto la supervisione del figlio di Storaro, Fabrizio, responsabile degli effetti speciali visivi del film, le fotografie furono stampate su pannelli e tele di grandi dimensioni attraverso la tecnica di stampa digitale translite.

Ogni ambiente ricostruito in studio fu realizzato attraverso l'uso di pannelli di misura variabile tra i 10 e i 100 metri quadrati, tutti stampati su materiale plastico, elettrosaldati e occhiellati per poter essere montati nei teatri di posa. Per la sola ricostruzione di Canal Grande, furono necessari oltre trenta teli di oltre 12 metri di altezza.
Anche per quanto riguarda le acconciature e il trucco (curati da Aldo Signoretti e Vittorio Sodano), Saura volle uno stile che si allontanasse dalla verità, ricercando piuttosto una «nuova interpretazione dello stile settecentesco attraverso un gusto moderno e originale»
Terminate le riprese ad Alicante, la troupe avrebbe dovuto trasferirsi a Vienna per il resto della lavorazione. Tuttavia, a causa dei problemi finanziari della società produttrice spagnola di Andrés Vicente Gómez, la produzione dovette sospendere la lavorazione a data da destinarsi. La pausa forzata venne pubblicamente giustificata come attesa di «sblocco di alcuni fondi».

Durante la pausa, lo stesso Carlos Saura trovò il tempo di dirigere la Carmen al Teatro comunale di Firenze, nel maggio del 2008.
Il protagonista del film Lorenzo Balducci, invece, interpretò il documentario di Rai Educational Vito ballava con le streghe e il film TV Così vanno le cose, entrambi usciti nel 2008.
L’attrice Emilia Verginelli sfruttò la pausa per continuare a imparare a suonare il violoncello e perfezionare la tecnica, in vista delle riprese.
Nell’aprile del 2008 venne annunciato il riavvio della lavorazione, grazie all’intervento della Lucky Red di Andrea Occhipinti, che si assicurò così anche i diritti di distribuzione italiana del film.
Le riprese ambientate a Vienna vennero quindi spostate a Roma, presso gli Studi Dinocittà di Dino De Laurentiis e il cast austriaco sostituito da attori italiani. Entrarono così nel cast Lino Guanciale (che sostituì Florian Teichmeister nel ruolo di Mozart) e Francesca Inaudi, nei panni di Costanza.
La lavorazione italiana iniziò nel luglio del 2008, oltre un anno e mezzo dopo le riprese ad Alicante. L’idea di una Vienna realista venne abbandonata e la città fu ricreata in studio utilizzando nuovamente la tecnica translite. In totale, per il film vennero stampati oltre 5000 mq di materiale scenografico.

## Promozione
Alcune scene del film vennero mostrate in anteprima allo Spazio Italia della Mostra internazionale d'arte cinematografica di Venezia nel settembre del 2008. 
La prima internazionale del film avvenne al Toronto International Film Festival l’11 settembre 2009, all’interno del ciclo Gala Presentations.
In Italia la prima nazionale avvenne, fuori concorso, il 20 ottobre 2009 durante la Festa del Cinema di Roma.
Successivamente il film viene presentato al Tallinn Black Nights Film Festival, al Kinomania di Sofia, al Miami International Film Festival, all’Istanbul Film Festival.

## Distribuzione
Il film venne distribuito nelle sale italiane a partire dal 23 ottobre 2009.